# Вэрнесс, Гуннар
Гуннар Вэрнесс (норв. Gunnar Wærness, род. 22 ноября 1971 года в Тронхейме) — норвежский поэт, переводчик, один из основателей издательства «Зелёная моль» (норв. Den grønne malen).

## Биография
Учился в Школе писательского мастерства в Бергене (1994—1995) и в Писательской мастерской при Высшей Школе в городе Телемарк (1993—1994). Переводчик произведений Елены Гуро, Велимира Хлебникова и Геннадия Айги на норвежский язык. Один из редакторов и составителей поэтической антологии «Мир несуществующий на карте» («Verden finnes ikke på kartet Архивная копия от 14 января 2018 на Wayback Machine»), участник многих международных поэтических фестивалей.
В 2013 году вместе с Генриком Скотте основал поэтическое кабаре-дуэт "Хлеб и Осёл" (Brødet og Eselet).
Отдельные стихотворения переводились на английский, немецкий, французский, шведский, финский, сербский, хорватский, венгерский, латвийский, чувашский, русский языки. Живёт на юге Швеции в Сконе.

### Издания проекта «Хлеб и Осёл»
- Griskokknetter, 2014
- €urodike, 2015
- Del Likt[11] (книга+плей-лист на Yotube), 2017

### Переводы
- Velimir Khlebnikov. Tidens ingenkonge / Mikael Nydahl (gjendikter), Gunnar Wærness (gjendikter). — Oslo: Aschehoug, 2011. — 178 S. — (Aschehoug gjendiktning). — ISBN 978-82-03-19971-4.

- Gennadij Ajgi. Samtal på avstånd / översättning av Annika Bäckström, Mikael Nydahl, Gunnar Wærness. — Tollarp: Ariel, 2008. — 236 S. — (Ariel skrifter). — ISBN 9789197554060.[12]

### На русском языке
1. Стань миром и другие стихи / перевод с норвежского Марии Дановой, Алексея Сельницына, Дмитрия Воробьёва, Микаэля Нюдаля, Лиды Стародубцевой. — Кноппарп/Чебоксары : издательство Ариэль, 2012. — 80 с. (Серия «Моль»)]. ISBN 978-91-977578-2-9
2. Подборка стихотворений в журнале поэзии «Воздух» № 3 за 2010 год
3. Вэрнесс, Гуннар. Эксперт по рождению // Флаги : литературный журнал. — 2025. — № 20. Архивировано 5 апреля 2025 года.

## Признание и награды
Его книга Kongesplint была удостоена премии имени Тарьея Весоса за лучшую дебютную книгу 1999 года на норвежском языке. В 2004 году на Норвежском литературном фестивале Гуннар Вэрнесс был признан одним из 10 лучших норвежских авторов в возрасте до 35 лет. Стихотворение «Дорогая молитва» из книги Hverandres в 2006 году было признано лучшим поэтическим произведением года слушателями радиопередачи «Ordfront» Норвежской радиовещательной корпорации. В 2008 году книга Bli verden удостоена приза ассоциации производителей комиксов (Sproingprisen) в номинации за лучший дебют. Редакторы и составители поэтической антологии «Мир несуществующий на карте» Гуннар Вэрнесс и Педро Кармона-Альварес в 2010 году получили премию ассоциации норвежских критиков за лучшую переводную книгу.